# Метаматеріал
Метаматеріа́л — в загальному випадку композит який має властивості, що не зустрічаються у природі, в частковому випадку — водночас від'ємні діелектричну й магнітну проникності. Метаматеріали  – це штучно сформовані і особливим чином структуровані середовища, які мають електромагнітні властивості, що виходять за межі властивостей компонентів, з яких вони складаються. Метаматеріали синтезують шляхом введення в природний матеріал різних періодичних структур з найрізноманітнішими геометричними формами, які модифікують діелектричну і магнітну сприйнятливість матеріалу.

## Загальна інформація

### Мононегативні матеріали

Подвійний кільцевий резонатор.

У природі існують середовища, які можуть демонструвати від'ємні значення діелектричної (плазма) або магнітної (ферити) проникностей при деяких умовах і деякому діапазоні частот. Такі середовища будуть непрозорими для електромагнітного випромінювання в тому випадку, коли характерна товщина матеріалу буде більша за товщину скін-шару. Непрозорість можна пояснити за допомогою такого співвідношення для хвильового числа, вираженого через частоту ω, швидкість поширення електромагнітної хвилі в вакуумі с, діелектричну ε і магнітну μ проникності:
{\displaystyle k={\frac {\omega }{c}}{\sqrt {\epsilon \mu }}}
Оскільки в цій формулі ε або μ від'ємні, то хвильовий вектор є чисто уявним, що і означає затухання електромагнітних хвиль в такому середовищі.
У числі штучних середовищ з від’ємним ε однією з перших була описана система з тонких металевих провідників, які розташовані паралельно.
Основні структури, які використовуються для отримання негативного значення μ, на сьогоднішній день включають тонкі вкладені металеві циліндри, рулонні структури типу «рулет», вкладені розрізані кільця, Ω-подібні і прямокутні рамки, подвійні кільцеві резонатори і т. д. Подвійний кільцевий резонатор (split ring resonator, SRR)  – дуже вдала структура, в якій ємність між двома кільцями компенсується їхньою індуктивністю. Змінне магнітне поле з вектором напруженості, перпендикулярним поверхні кілець, викликає потоки, які в залежності від резонансних властивостей структури, породжують вторинне магнітне поле, яке підсилює початкове або протидіє йому, що приводить до додатних або від’ємних ефективних значень μ.

### Припущення Веселаго
У 1967 році радянський фізик Віктор Веселаго передбачив існування матеріалу з негативним показником заломлення. Його припущення засновувалося на такому логічному прийомі: якщо зробити від'ємними діелектричну і магнітну проникність в формулах для хвильового числа і показника заломлення (ці величини є прямо пропорційними), то це не приведе до уявних значень.
Формула для показника заломлення:
{\displaystyle n={\sqrt {\epsilon \mu }}}
Оскільки результатом операції взяття квадратного кореня є два числа з різними знаками, то Веселаго запропонував у випадку негативних значень ε і μ брати від'ємні значення показника заломлення і хвильового числа.

### Початок активних досліджень
Хоча теоретичне дослідження деяких характерних для метаматеріалів явищ можна знайти ще в наукових роботах початку XX століття, але активні експериментальні дослідження розпочалися лише в кінці минулого сторіччя. Перший матеріал з негативним значенням показника заломлення був отриманий в 2000 році науковою групою Девіда Сміта з Каліфорнійського університету (Сан-Дієго, США).

### Бінегативні середовища
Неважко здогадатись, що для отримання негативного значення показника заломлення потрібно поєднати дві запропоновані вище періодичні системи, які будуть забезпечувати ε < 0 і μ < 0 кожна окремо (наприклад, система металевих провідників і подвійних кільцевих резонаторів). Вважається, що електрична і магнітна сприйнятливість результуючого середовища є суперпозицією електричної і магнітної сприйнятливості вищезазначених ізольованих систем. Оскільки елементи обох систем розміщуються дуже близько в метаматеріалі, тому вони можуть взаємодіяти між собою. Системи, що забезпечують негативну питому провідність і негативну проникність, потрібно розмістити таким чином, щоб взаємодія між їхніми елементами через їхні квазістатичні поля мінімізована. В системі металевих провідників і подвійних кільцевих резонаторів це забезпечується таким чином: магнітній потік, створений дротом на його найближчому подвійному кільцевому резонаторі, зникає, таким чином, що на індуктивність дроту не впливає резонатор. Отже, якщо виконується умова мінімізації квазістатичної взаємодії між полями складових метаструктури, то можна застосувати принцип суперпозиції і робити розрахунок для кожної періодичної структури окремо.

Променезаломлення на межі бінегативного і звичайного середовищ

## Властивості
- Негативний (лівобічний) показник заломлення. В метаматеріалах присутнє негативне променезаломлення. Для виконується закон Снеліуса.

Випромінювання Черенкова у випадку: а) звичайного середовища; б) бінегативного.

Зміщення Гуса-Хенхена у випадку: а) звичайних середовищ; б) бінегативного і звичаного.

- Метаматеріали є дисперсійними середовищами. Цей факт випливає з того факту, що густина електромагнітної енергії не може бути від'ємною.

Густина електромагнітної енергії в середовищі без дисперсії:
{\displaystyle W={\frac {1}{2}}(\epsilon E^{2}+\mu H^{2})}
де Е - напруженість електричного поля;
Н - напруженість магнітного поля.
Але, оскільки ε і μ від'ємні, то і густина енергії негативна, що є невірним.
Густина електромагнітної енергії в середовищі з дисперсією:
{\displaystyle W={\frac {1}{2}}({\frac {\partial \epsilon (\omega )\omega }{\partial \omega }}E^{2}+{\frac {\partial \mu (\omega )\omega }{\partial \omega }}H^{2})}
Звичайно, написані вище похідні повинні бути додатними.
- Зворотні хвилі. Хвильовий вектор і вектор Умова-Пойнтінга напрямлені в протилежні сторони. Або, що те саме, вектори фазової і групової швидкостей мають протилежні знаки.
- Обернений ефект Доплера. Якщо записати зсув частоти при ефекті Доплера в такому вигляді:

{\displaystyle \triangle \omega =\omega _{0}{\frac {nv}{c}}},
то видно, що він пропорційний показнику заломлення, який в метаматеріалах від'ємний.
- Зворотне випромінювання Черенкова.
- Негативне зміщення Гуса-Хенхена. Сам ефект полягає в поперечному зсуві (відносно траєкторії поширення хвильового пучка) лінійно поляризованого хвильового пучка на границі двох середовищ при повному внутрішньому відбитті.

## Застосування
- Ось лише декілька прикладів використання при конструюванні конструкцій електрично малих антен (ЕМА)[5]:
  - для виготовлення підкладинок в друкованих антенах для досягнення широкосмуговості і зменшення розмірів випромінювачів (μ-негативні та бінегативні матеріали)[3][4][6];
  - компенсація реактивності ЕМА в широкій смузі частот (ε-негативні та бінегативні матеріали);
  - формування вузьких діаграм спрямованості елементарними випромінювачами, що занурені в ε-негативні або бінегативні матеріали [6].
- ε-негативні метаматеріали вже встигли себе зарекомендувати при моделюванні плазми.
- μ-негативні матеріали використовуються для маскування об’єктів (для запобігання виявлення засобами радіорозвідки в деякому діапазоні частот), створення загороджувальних фільтрів з частотними характеристиками, що близькі до ідеальних (наприклад, прямокутна амплітудно-частотна характеристика) та з широкими можливостями для перестройки таких фільтрів.
- Бінегативні метаматеріали в оптичному діапазоні можуть дозволити подолати дифракційну межу розділення звичайної оптики, що дасть змогу покращити якість отримуваного зображення за рахунок підсилення ближніх (неоднорідних) хвиль, які відповідають за переніс інформації про деталі, розміри яких значно менші за довжину хвилі.